# Ulrich Christoffel
Ulrich Christoffel (* 28. Januar 1891 in Chur; † 22. Dezember 1975 ebenda, heimatberechtigt in Trins und Chur) war ein Schweizer Kunsthistoriker, Kunstkritiker und Autor.

## Leben und Werk
Christoffel war der jüngste Sohn des Weinhändlers Martin und der Kathinka, geborene Olgiati. An der Universität Basel fing Christoffel ein Germanistikstudium an, um dann zum Kunstgeschichtsstudium zu wechseln. Es folgten weitere Semester in Berlin, wo er Vorlesungen bei Karl Joël belegte. Anschliessend studierte Christoffel an der Universität München bei Karl Vossler und Heinrich Wölfflin, den er verehrte und mit dem er zeitlebens freundschaftlich verbunden war. Christoffel doktorierte 1917. Seine Doktorarbeit war dem schriftlichen Nachlass von Anton Raphael Mengs gewidmet.
Christoffel heiratete 1920 eine Mitstudentin, die aus Bremen stammende Grete, geborene Reinecke. Im gleichen Jahr erschien seine erste grössere Publikation über die Romantische Zeichnung. Darin beschwor er die Märchenwelt der Malerdichter Peter Cornelius, Moritz von Schwind und Ludwig Richter. In diesen Jahren schrieb Christoffel seine ersten, von Wilhelm Hausenstein angeregten kunstkritischen Berichte für die Münchner Neuesten Nachrichten. Im Münchner Heim des Ehepaars trafen sich Musiker, Maler, Gelehrte und Dichter, so Eberhard Hanfstaengl oder Ricarda Huch. Als begeisterte Opernliebhaber und Bewunderer von Richard Strauss als Mozart-Interpret besuchten sie regelmässig die Bayerische Staatsoper.
In den folgenden Jahren war Christoffel als Assistent am Kupferstichkabinett des Kunstmuseums Basel und als Kunstreferent der Basler Nachrichten tätig. 1927 erschien Christoffels Werk über Hans Holbein den Jüngeren, mit dem er sich 1928 an der Technischen Hochschule München habilitierte.
Nach einer kurzen Zeit im Lehramt und einem längeren Aufenthalt in Griechenland trat Christoffel die Nachfolge des Feuilleton-Redaktors der Neuen Zürcher Zeitung (NZZ) Hans Trog an. Da Christoffels kompromisslose Stellungnahmen zu lokalen Kunstereignissen und seine gelegentlich apodiktischen Urteile keine Zustimmung fanden, verliess er Zürich und die Schweiz und lebte die folgenden neun Monate in Spanien. Hier entstanden einige seiner Hauptwerke, so sein erster Band von 1936, Das alte Spanien, das die Geschichte, Literatur, Malerei sowie den Charakter und das Brauchtum eines alten Kulturvolks beschreibt. Wieder in Deutschland, verfasste Christoffel kleinere Schriften und war ständiger Mitarbeiter der Zeitschrift Die Kunst. In dem Werk Die Welt der grossen Maler (München 1938) hat Christoffel in konzentrierten Texten Biographien von 250 Malern verfasst. Die Clichés des Bilderteils wurden während des Zweiten Weltkriegs bei einem Bombardement vernichtet.
Christoffel und seine Frau kehrten 1945 endgültig in die Schweiz zurück und lebten anfänglich im Schloss Haldenstein, wo er das Buch Von Poussin bis Ingres und Delacroix schrieb. Ebenfalls in Haldenstein brachte Christoffel seine Untersuchung über die symbolische Kunst in seinem Buch Malerei und Poesie zum Abschluss. Christoffel widmete Monographien u. a. dem Bildhauer Alexander Zschokke sowie den Malern Anselm Feuerbach, Martin Lauterburg, Eugène Delacroix, Maria Cecilia Adelaide Bass und Werner von Houwald. Im Auftrag des Schweizer Alpen-Clubs erschien zu dessen Jahrhundertfeier das von Christoffel verfasste Buch Der Berg in der Malerei, eine anschauliche Darstellung der Bergwelt von der Antike bis in die Gegenwart. Maria Gundrum vermachte Christoffel einen Teil ihres Nachlass.
Ab 1950 lebte das Ehepaar bis zum Tode von Grete Christoffel im «Stuppishaus» des Johann Peter Stuppa. Während einiger Jahre war Christoffel als Konservator des Bündner Kunstmuseums tätig, und die Ausstellungen von Cuno Amiet waren ihm ein besonderes Anliegen. Als Mitarbeiter bei der Neuen Bündner Zeitung war Christoffel vornehmlich zeitgenössischem und bündnerischem Kunstschaffen verpflichtet. Zahlreiche seiner Artikel erschienen zudem im Bündner Jahrbuch.
Sein letztes Werk, Italien im ersten Jahrtausend, das Christoffel seit 1960 beschäftigte und lange Aufenthalte in Rom erforderte, konnte er nicht mehr beenden. Für seine Schrift Von der griechischen Antike zur deutschen Romantik erhielt Christoffel von der Winckelmann-Gesellschaft die Ehrenmitgliedschaft.